# Wjaczesław Ołejnyk
Wjaczesław Mykołajowycz Ołejnyk (ukr. В’ячеслав Миколайович Олейник; ur. 27 kwietnia 1966) – radziecki i ukraiński zapaśnik w stylu klasycznym. Dwukrotny olimpijczyk. Złoty medalista w Atlancie 1996 i czternasty w Sydney 2000. Startował w kategorii 85–90 kg.
Drugi w mistrzostwach świata w 1994, trzeci w 1990. Zdobył trzy medale na Mistrzostwach Europy, złoty w 1994. Drugi w Pucharze Świata w 1990. Młodzieżowy mistrz Europy w 1986 roku. Mistrz ZSRR w 1990, drugi w 1989. Czempion WNP w 1992 roku.